# ISO 3166-2:CN
ISO 3166-2:CN은 지리 식별 부호(geocode)를 정의하는 ISO 표준인 ISO 3166-2의 일부이며, 중화인민공화국에 적용된다. 34개의 행정 구역이 하부 부호를 할당받았다. 하부 코드는 2자리의 영어 대문자로 쓴다. CN은 ISO 3166-1에서 할당된 국가 코드를 사용한다.
2017년 11월 23일에 숫자 표기에서 알파벳 표기로 변경되었다. 목록 중에는 두 개의 특별 행정구를 포함하는 것 외에 중화인민공화국의 실효 지배가 미치지 못하고 있는 명목상 행정 구역인 ‘타이완성’이 포함되어 있다.

## 식별 부호
| 코드  | 행정구역           | 행정구역         | 행정구역                   | 종류       |
| 코드  | 이름               | 중국어 표기      | 병음 표기                  | 종류       |
| ----- | ------------------ | ---------------- | -------------------------- | ---------- |
| CN-AH | 안후이성           | 安徽省           | Anhui Sheng                | 성         |
| CN-BJ | 베이징시           | 北京市           | Beijing Shi                | 직할시     |
| CN-CQ | 충칭시             | 重庆市           | Chongqing Shi              | 직할시     |
| CN-FJ | 푸젠성             | 福建省           | Fujian Sheng               | 성         |
| CN-GD | 광둥성             | 广东省           | Guangdong Sheng            | 성         |
| CN-GS | 간쑤성             | 甘肃省           | Gansu Sheng                | 성         |
| CN-GX | 광시 좡족 자치구   | 广西壮族自治区   | Guangxi Zhuangzu Zizhiqu   | 자치구     |
| CN-GZ | 구이저우성         | 贵州省           | Guizhou Sheng              | 성         |
| CN-HA | 허난성             | 河南省           | Henan Sheng                | 성         |
| CN-HB | 후베이성           | 湖北省           | Hubei Sheng                | 성         |
| CN-HE | 허베이성           | 河北省           | Hebei Sheng                | 성         |
| CN-HI | 하이난성           | 海南省           | Hainan Sheng               | 성         |
| CN-HK | 홍콩               | 香港特别行政区   | Xianggang Tebiexingzhengqu | 특별행정구 |
| CN-HL | 헤이룽장성         | 黑龙江省         | Heilongjiang Sheng         | 성         |
| CN-HN | 후난성             | 湖南省           | Hunan Sheng                | 성         |
| CN-JL | 지린성             | 吉林省           | Jilin Sheng                | 성         |
| CN-JS | 장쑤성             | 江苏省           | Jiangsu Sheng              | 성         |
| CN-JX | 장시성             | 江西省           | Jiangxi Sheng              | 성         |
| CN-LN | 랴오닝성           | 辽宁省           | Liaoning Sheng             | 성         |
| CN-MO | 마카오             | 澳门特别行政区   | Aomen Tebiexingzhengqu     | 특별행정구 |
| CN-NM | 내몽골 자치구      | 内蒙古自治区     |                            | 자치구     |
| CN-NX | 닝샤 후이족 자치구 | 宁夏回族自治区   | Ningxia Huizu Zizhiqu      | 자치구     |
| CN-QH | 칭하이성           | 青海省           | Qinghai Sheng              | 성         |
| CN-SC | 쓰촨성             | 四川省           | Sichuan Sheng              | 성         |
| CN-SD | 산둥성             | 山东省           | Shandong Sheng             | 성         |
| CN-SH | 상하이시           | 上海市           | Shanghai Shi               | 직할시     |
| CN-SN | 산시성             | 陕西省           | Shaanxi Sheng              | 성         |
| CN-SX | 산시성             | 山西省           | Shanxi Sheng               | 성         |
| CN-TJ | 톈진시             | 天津市           | Tianjin Shi                | 직할시     |
| CN-TW | 타이완성           | 台湾省           | Taiwan Sheng               | 성         |
| CN-XJ | 신장 위구르 자치구 | 新疆维吾尔自治区 | Xinjiang Uygur Zizhiqu     | 자치구     |
| CN-XZ | 티베트 자치구      | 西藏自治区       | Xizang Zizhiqu             | 자치구     |
| CN-YN | 윈난성             | 云南省           | Yunnan Sheng               | 성         |
| CN-ZJ | 저장성             | 浙江省           | Zhejiang Sheng             | 성         |

## 같이 보기
- 중화인민공화국의 행정 구역
- ISO 3166-2:MO, 마카오의 행정 구역 식별 부호
- ISO 3166-2:HK, 홍콩의 행정 구역 식별 부호
- ISO 3166-2:TW, 타이완의 행정 구역 식별 부호